# Philodendron simmondsii
Philodendron simmondsii là một loài thực vật có hoa trong họ Ráy (Araceae). Loài này được Mayo miêu tả khoa học đầu tiên năm 1981.